# Grenze zwischen Griechenland und der Türkei

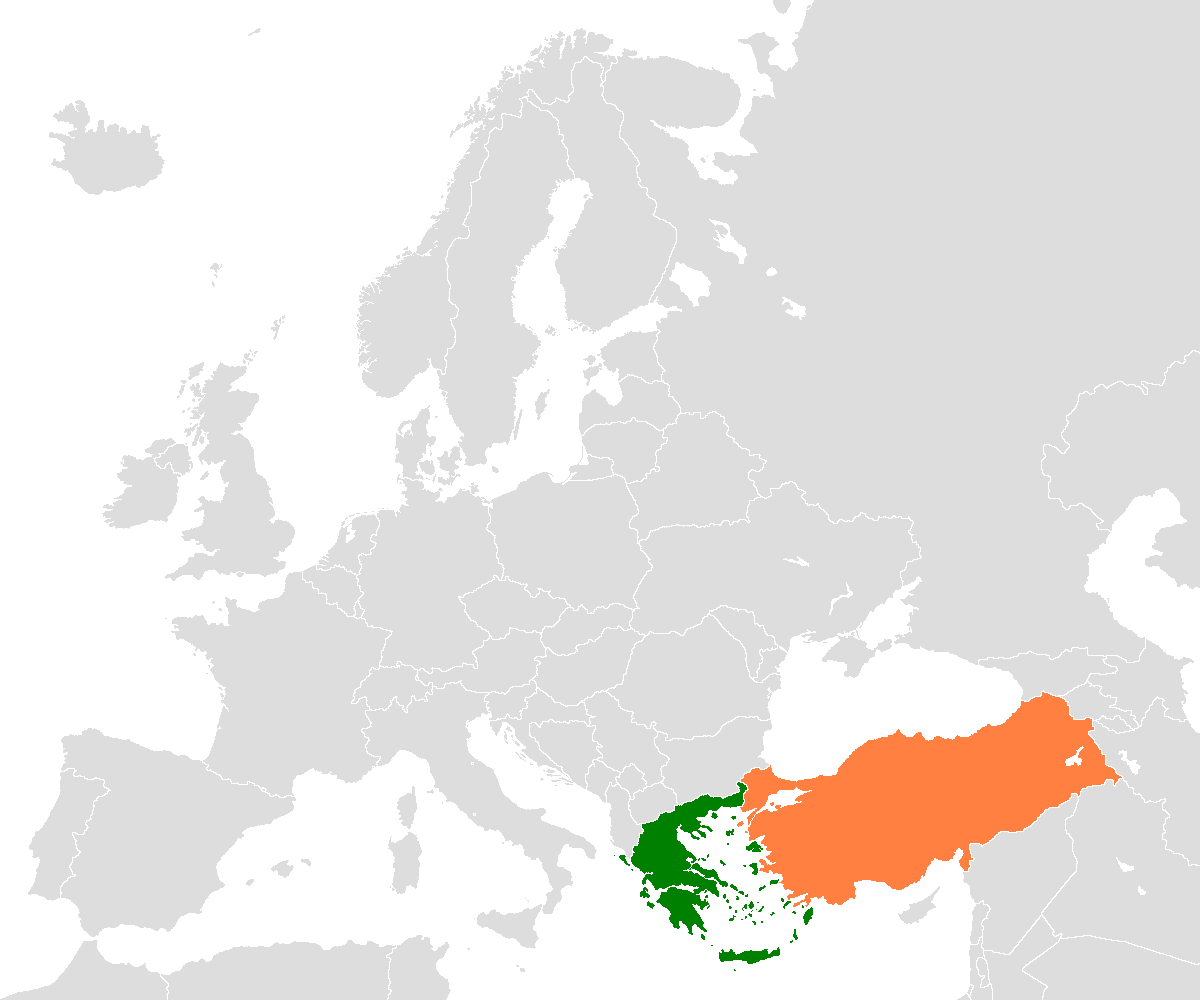
Grün: Griechenland, orange: Türkei

Karte von Griechenland

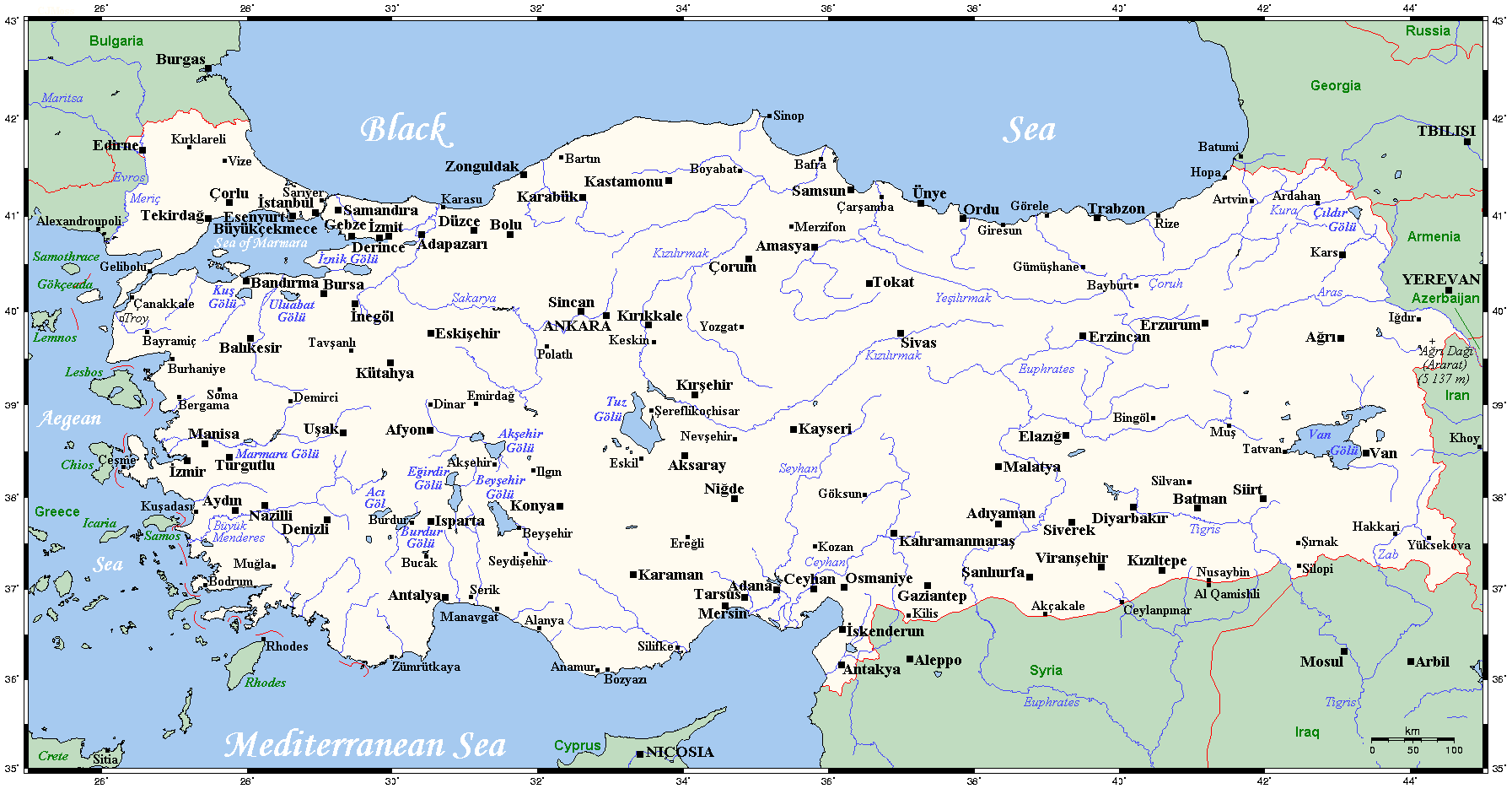
Karte der Türkei

Die Grenze zwischen Griechenland und der Türkei (griechisch Σύνορα Ελλάδας–Τουρκίας Sýnora Elládas–Tourkías, türkisch Türkiye–Yunanistan sınırı) ist eine Staatsgrenze. Sie besteht aus einer 192 km langen Landgrenze und aus einer Seegrenze in der Ostägäis. Griechenland ist seit dem 1. Januar 1981 EU-Mitglied; die Türkei ist kein Mitglied der EU.
Es handelt sich mithin um eine Außengrenze der EU.
Der Verlauf der Grenze ist Gegenstand langanhaltender und fortwährender Territorialkonflikte zwischen Griechenland und der Türkei, die auch maßgeblich zur Eskalation im Zypernkonflikt beitrugen.
Ab 2015 passierten große Gruppen von Flüchtlingen diese Grenze in Richtung Griechenland, um via die Balkanroute in mitteleuropäischen Ländern Schutz und Aufenthalt zu suchen (siehe auch Flüchtlingskrise in Europa, Flüchtlingskrise in Deutschland). Am 18. März 2016 schlossen EU und Türkei deshalb ein Abkommen; die Zahl der Grenzübertritte nahm deutlich ab.

## Verlauf

Genauer Grenzverlauf entlang der Mariza

Meeresgrenze bei Kastelorizo

Die Grenze verläuft grob von Nord nach Süd, beginnend am Dreiländereck Bulgarien–Griechenland–Türkei am türkisch-bulgarisch-griechischen Grenzfluss Mariza (türkisch Meriç, griechisch Έβρος Evros).(Karte) Die griechisch-türkische Staatsgrenze meist (mit einer größeren Abweichung bei Edirne) entlang dieses Flusses ist 159 km lang. Auf Höhe Alexandroupoli verläuft die Grenze weiter südlich nur noch im Mittelmeer (Ägäis) und endet bei der Insel Kastelorizo südöstlich von Rhodos. Etwa 90 Prozent der Staatsgrenze verläufen in der Ägäis.

### Anrainer (Verwaltungseinheiten)
von Nord nach Süd (Landgrenzen, sofern nicht anders bezeichnet)

#### Griechenland
Region Ostmakedonien und Thrakien (Teil Thrakien)
- Gemeinde (δήμοι = Dimos) Orestiada (Δήμος Ορεστιάδος (Ορεστιάδα))
- Gemeinde Didymoticho (Δήμος Διδυμοτείχου (Διδυμότειχο))
- Gemeinde Soufli (Δήμος Σουφλίου (Σουφλί))
- Gemeinde Alexandroupoli (Δήμος Ἀλεξανδρούπολης (Αλεξανδρούπολη))
- Gemeinde Samothraki (Δήμος Σαμοθράκης – Seegrenze)

Region Nördliche Ägäis
- Gemeinde Limnos (Δήμος Λήμνου – Seegrenze)
- Gemeinde Lesbos (Δήμος Λέσβου – Seegrenze)
- Gemeinde Chios (Δήμος Χίου – Seegrenze)
- Gemeinde Samos (Δήμος Σάμου – Seegrenze)

Region Südliche Ägäis
- Gemeinde Agathonisi (Δήμος Αγαθονησίου (Αγαθονήσι) – Seegrenze)
- Gemeinde Leros (Δήμος Λέρου (Λέρος) – Seegrenze)
- Gemeinde Kalymnos (Δήμος Καλυμνίων (Κάλυμνος) – Seegrenze)
- Gemeinde Kos (Δήμος Κω – Seegrenze)
- Gemeinde Nisyros (Δήμος Νισύρου (Νίσυρος) – Seegrenze)
- Gemeinde Symi (Δήμος Σύμης (Σύμη) – Seegrenze)
- Gemeinde Rhodos (Δήμος Ρόδου (Ρόδος) – Seegrenze)
- Gemeinde Kastelorizo/Megisti (Δήμος Μεγίστης (Μεγίστη) – Seegrenze)

#### Türkei
(Marmararegion)
Provinz Edirne
- Zentraldistrikt (Merkez) Edirne
- Landkreis (İlçe) Uzunköprü
- Landkreis Meriç
- Landkreis Havsa
- Landkreis Enez

Provinz Çanakkale (beidseits der Dardanellen)
- Landkreis Eceabat (Seegrenze)
- Landkreis Gökçeada, bis 29. Juli 1970 İmroz (griechisch Ίμβρος Ímvros, deutsch auch: Imbros – Seegrenze)
- Landkreis Bozcaada (griechisch Τένεδος Ténedos) (Seegrenze)
- Landkreis Ezine (Seegrenze)
- Landkreis Ayvacık (Seegrenze)

Provinz Balıkesir
- Landkreis Edremit (Seegrenze)
- Landkreis Burhaniye (Seegrenze)
- Landkreis Gömeç (Seegrenze)
- Landkreis Ayvalık (Seegrenze)

Provinz Izmir
- Landkreis Dikili (Seegrenze)
- Landkreis Bergama (Seegrenze)
- Landkreis Aliağa (Seegrenze)
- Landkreis Foça (Seegrenze)
- Landkreis Karaburun (Seegrenze)
- Landkreis Çeşme (Seegrenze)
- Landkreis Urla (Seegrenze)
- Landkreis Seferihisar (Seegrenze)
- Landkreis Menderes (Seegrenze)
- Landkreis Selçuk (Seegrenze)

Provinz Aydın
- Landkreis Kuşadası (Seegrenze)
- Landkreis Söke (Seegrenze)
- Landkreis Didim (Seegrenze)

Provinz Muğla
- Landkreis Milas (Seegrenze)
- Landkreis Bodrum (Seegrenze)
- Landkreis Datça (Seegrenze)
- Landkreis Marmaris (Seegrenze)
- Landkreis Köyceğiz (Seegrenze)
- Landkreis Ortaca (Seegrenze)
- Landkreis Dalaman (Seegrenze)
- Landkreis Fethiye (Seegrenze)

Provinz Antalya
- Landkreis Kaş (Seegrenze)

## Grenzübergänge
Große Grenzübergänge sind:

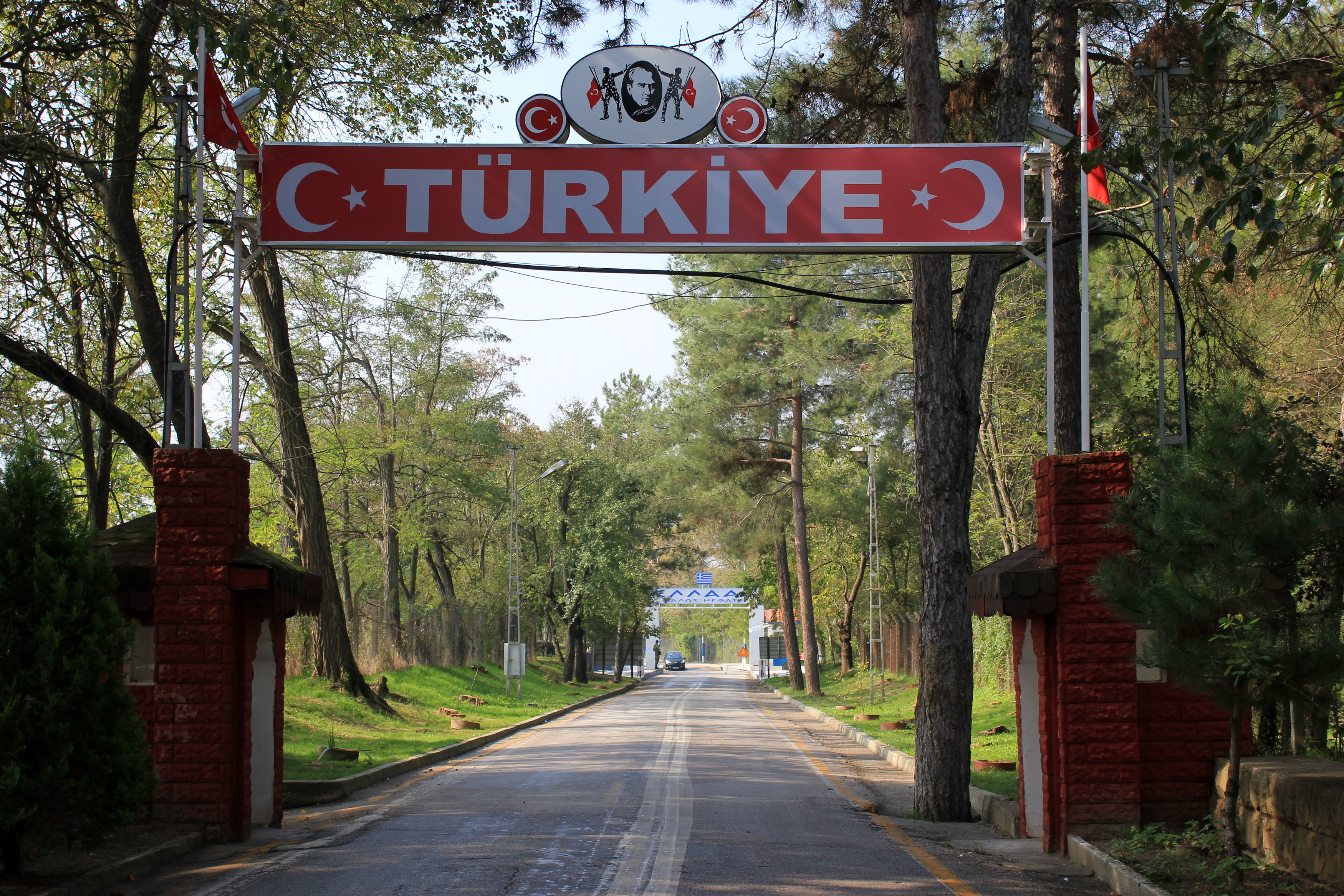
Grenzübergang bei Karaağaç/Kastanies

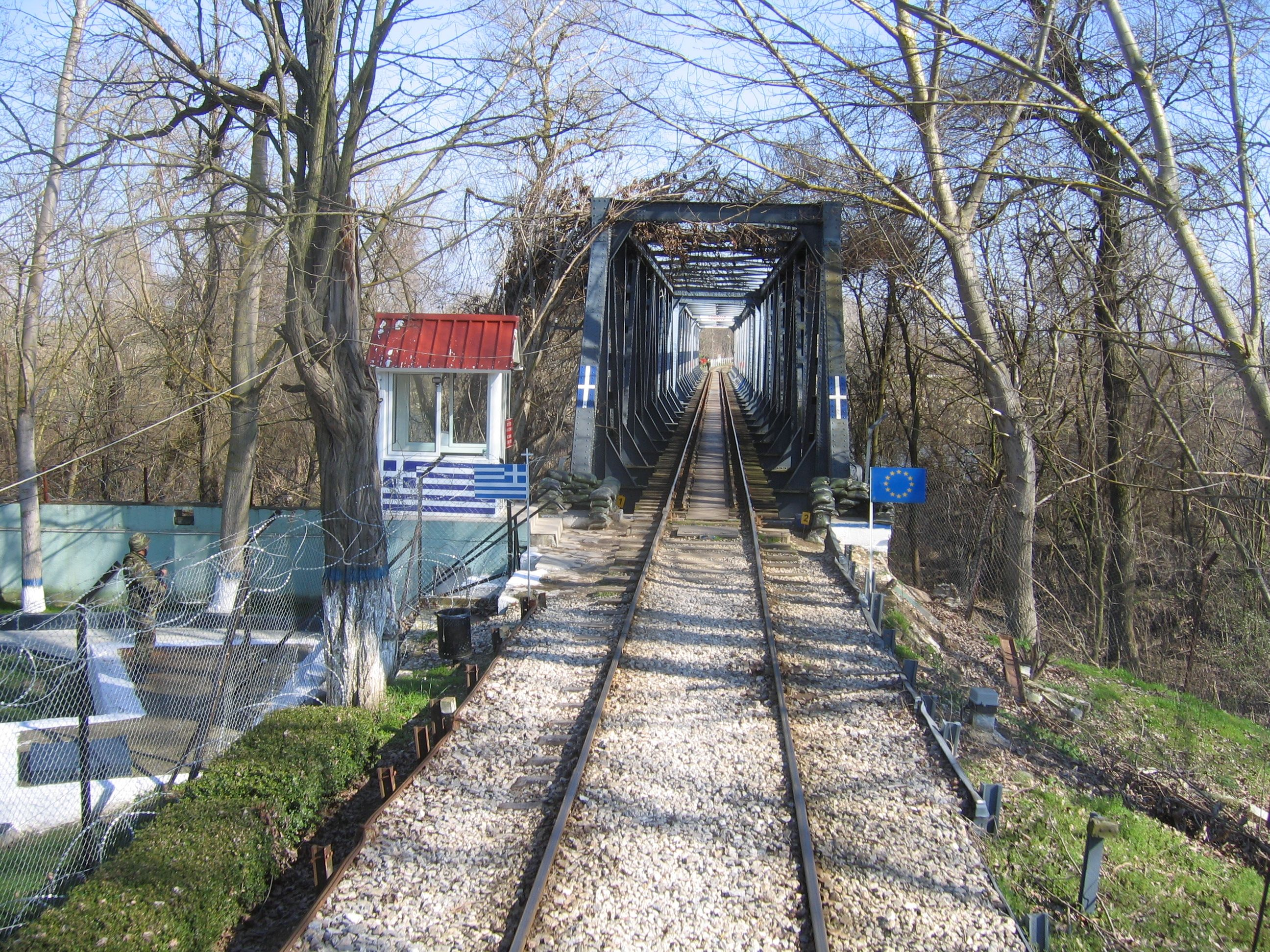
Grenzbrücke: die einzige Bahnstrecke zwischen Griechenland und der Türkei

- Griechenland: Kastanies/Καστανιές, Gemeinde Orestiada ↔ Türkei: Karaağaç, Distrikt Merkez, Provinz Edirne (Nationalstraße 51 (GR) - Ortaköy Cd. (TR))
- Griechenland: Pythio, Gemeinde Didymoticho ↔ Türkei: Uzunköprü, Provinz Edirne (Nur Eisenbahnübergang)
- Griechenland: Kipi, Gemeinde Alexandroupoli ↔ Türkei: İbriktepe, Distrikt İpsala, Provinz Edirne (Europastraße 90, Egnatia Autobahn A2 (GR) - Staatsstraße D110 (TR))

## Neuere Geschichte
Im Jahr 1832 wurde der Vertrag von Konstantinopel unterzeichnet.
Aufgrund der Balkankrise fand 1878 der Berliner Kongress statt. Der griechische Außenminister Theodoros Deligiannis konnte die Zustimmung der Großmächte für Gebietserweiterungen an der griechischen Nordgrenze in Epirus und Thessalien erringen. Die genaue Grenzziehung sollten Griechenland und das Osmanische Reich später bilateral aushandeln, und 1881 erfolgte daraufhin der Übertrag Thessaliens an Griechenland.
Kreta wurde 1897 nach dem Türkisch-Griechischen Krieg zunächst ein Protektorat europäischer Großmächte und fiel - je nach Rechtsauffassung ab 1912 oder 1913 - schließlich offiziell an Griechenland.
Es fanden nach dem Griechisch-Türkischen Krieg (1919–1922) Landabtretungen von Griechenland an die Türkei statt: Während des Kriegs war zunächst der Vertrag von Neuilly-sur-Seine am 27. November 1919 abgeschlossen worden, welcher zur Folge gehabt hatte, dass Westthrakien der Entente unterstellt worden war und dass Bulgarien den Zugang zur Ägäis an Griechenland verloren hatte. Außerdem wurden - neben weiteren - am 10. August 1920 sowohl ein Vertrag von Sèvres betreffend Westthrakien als auch ein Vertrag von Sèvres, das Osmanische Reich betreffend unterzeichnet. Der erste hatte zur Folge, dass Westthrakien zu Griechenland kam, und letzterer, dass auch Ostthrakien nach dem Ersten Weltkrieg an Griechenland fiel - der Vertrag von Lausanne drei Jahre später aber, dass Ostthrakien an die Türkei und am 24. Juli 1923 Westthrakien an Griechenland fiel.
Am 9. August 1954 unterzeichneten die Türkei, Griechenland und Jugoslawien einen Militärpakt, den Balkanpakt.

### (Illegale) Migration

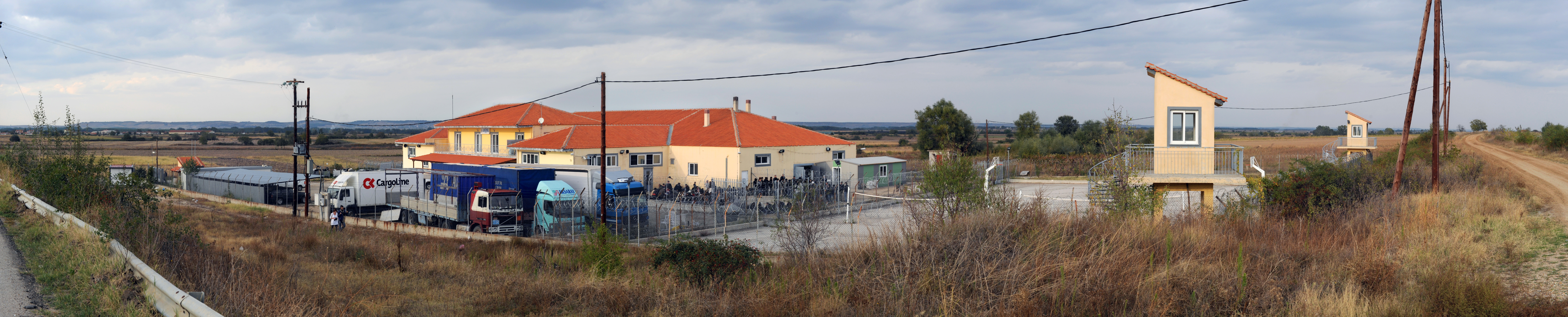
Auffanglager Fylakio, Griechenland (2010)

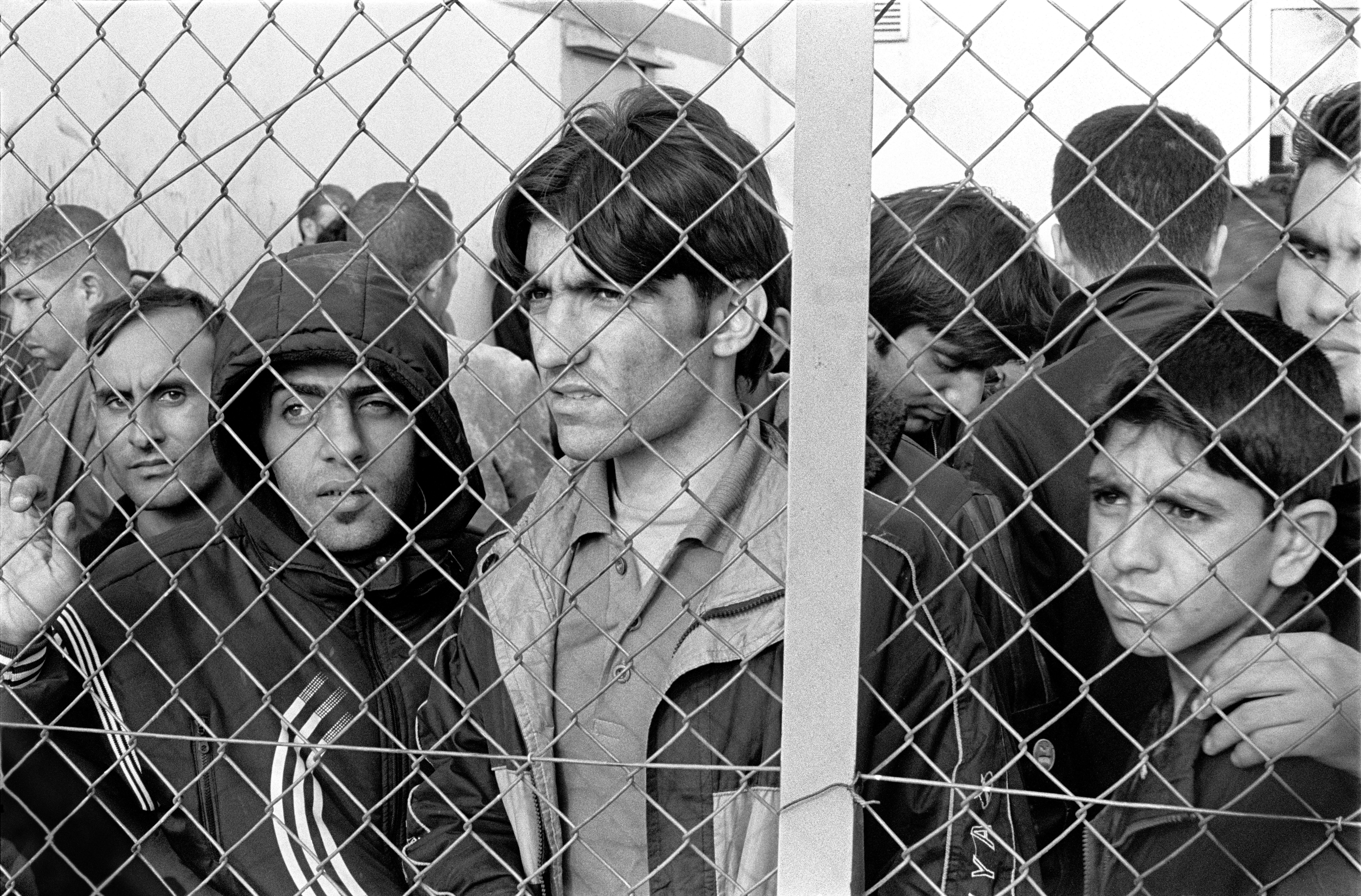
Flüchtende in Fylakio (Oktober 2010)

Im Jahr 2010 soll eine sechsstellige Zahl illegaler Einwanderer von der Türkei nach Nordostgriechenland migriert sein (geschätzt 34.000 bis Ende Oktober 2010).
Seit dem 1. November 2010 ist auf Bitte Griechenlands an der griechisch-türkischen Grenze der Kräfteansatz durch EU-Polizeien verstärkt worden, d. h., es wurden seitdem Polizeibeamte anderer Staaten durch die Europäische Agentur für die operative Zusammenarbeit an den Außengrenzen der Europäischen Union (Frontex) eingesetzt, um die dortige illegale Einwanderung in die EU zu verhindern bzw. einzudämmen. Unter einem Frontex-Mandat leisten unter anderem Beamte der deutschen Bundespolizei mit zwei Patrouillenbooten im Grenzgebiet Dienst.
Im Juli 2012 lebten über 43.000 syrische Flüchtende in türkischen Lagern in der Grenzregion, im selben Monat verdreifachte die griechische Regierung angesichts der hohen Zahl von Grenzübertritten die Zahl der eingesetzten Grenzpolizisten von 600 auf 1.800.
Bei der Flüchtlingskrise in Europa 2015 spielte die Grenze eine zentrale Rolle bei der Migrationsbewegung von Syrien nach Europa auf dem See- und Landweg. Laut UNHCR kamen in den ersten beiden Monaten des Jahres 2016 122.637 Migranten von der Türkei nach Griechenland.
Am 1. März 2016 begann die EU-Operation Sophia zum Aufspüren von Flüchtlingsbooten und Schleppern (Standing NATO Maritime Group 2) in internationalen Gewässern zwischen der Türkei und Griechenland.
Im Zug der syrisch-türkischen Auseinandersetzungen in den Syrienkriegen öffnete die türkische Regierung (Kabinett Erdoğan IV) Anfang 2020 zeitweise wieder ihre Seite der Grenze, worauf mehrere tausend Migranten versuchten, nach Griechenland zu gelangen. Griechenland setzte zeitweise das Asylrecht außer Kraft.
Der türkische Staatspräsident Erdogan forderte im Juni 2022 die Entmilitarisierung mehrerer griechischer Inseln und drohte indirekt mit Krieg. Kampfjets der türkischen Luftwaffe verletzten häufig griechischen Luftraum und überflogen sogar große bewohnte Inseln wie Kos, Rhodos und Samos.

### Grenzzaun
2012 errichtete Griechenland einen seit Anfang 2011 geplanten 12,5 km langen Sperrzaun zur türkischen Grenze zwischen dem griechischen Orestiada und dem türkischen Edirne, wo der Fluss Evros nicht die natürliche Grenze zwischen den Staaten bildet.
Ab der zweiten Jahreshälfte 2020 (nach dem Beginn der weltweiten COVID-19-Pandemie) verstärkte Griechenland diese Grenzanlage und erhöhte sie von 3,50 auf 4,30 Meter; darüber hinaus ergänzte es seine über Land verlaufende Grenzlinie zur Türkei an drei bisher weniger gesicherten Bereichen über zusammen ca. 26 Kilometer mit massiven, senkrecht im Boden verankerten, fünf Meter hohen Stahlelementen; was im April 2021 fertiggestellt sein sollte.
Ende Mai 2022 gab der griechische Migrationsminster Notis Mitarakis bekannt, dass die bislang vorhandenen 35 Kilometer Grenzzaun nochmals um 80 Kilometer verlängert werden sollen. Bürgerschutzminister Takis Theodorikakos teilte mit, seit Jahresbeginn 2022 seien bereits etwa 40.000 Grenzübertritte verhindert worden.
Im September 2024 verschärfte die griechische Regierung den Grenzschutz, nachdem die Regierung Scholz die Kontrollen an Deutschlands Grenzen ausweitet hatte.